# Tide of Battle
Tide of Battle est un film muet américain réalisé par Kenean Buel et sorti en 1912.

## Fiche technique
- Titre : Tide of Battle
- Réalisation : Kenean Buel
- Production : Kalem Company
- Distribution : General Film Company
- Genre : Film dramatique
- Date de sortie :
  - États-Unis : 8 avril 1912

## Distribution
- Guy Coombs : Lieutenant Hardee
- Anna Q. Nilsson : Alisia Stafford
- Hal Clements : Capitaine Denby
- Miriam Cooper : Mystie Stafford
- Henry Hallam (en) : John Stafford
- Helen Lindroth : Mrs John Stafford